# 易卜拉欣·纳西尔
易卜拉欣·纳西尔，KCMG，NGIV（迪维希语：‎，1926年9月2日—2008年11月22日），马尔代夫政治家，1957年－1968年出任穆罕默德·法里德·迪迪苏丹的首相，随后成为第二共和国的第一任总统（1968年－1978年）。
馬爾代夫最大的國際機場易卜拉欣‧納西爾國際機場（现名韦拉纳国际机场）便是以他的名字命名。。